# هاي بريدج (كنتاكي)
هاي بريدج هي منطقة فردية ومكان مخصص للتعداد السكاني في مقاطعة جيسامين، كنتاكي، الولايات المتحدة. اعتبارًا من تعداد 2010 كان يبلغ عدد سكانها 242. تقع على طول الروافد السفلية لنهر كنتاكي عبر ملتقى نهر ديكس مع كنتاكي. المجتمع جزء من منطقة ليكسينغتون-فاييت متروبوليتان الإحصائية.